# Clear Island (Antarktika)
Clear Island (von englisch clear ‚klar, eindeutig‘; spanisch Isla Coy, gleichbedeutend mit Hängematteninsel) ist eine kleine, verschneite Insel im Wilhelm-Archipel vor der Westküste der Antarktischen Halbinsel. Sie ist die nördlichste der Wauwermans-Inseln und liegt unmittelbar nördlich von Wednesday Island.
Ihr spanischer Name ist in einer argentinischen Landkarte aus dem Jahr 1950 verzeichnet. Das UK Antarctic Place-Names Committee nahm 1958 eine Neubenennung vor. Namensgebend ist der Umstand, dass die Insel, abgesehen von Südwesten, aus jeder Himmelsrichtung als eindeutige Landmarke für die Schifffahrt identifizierbar ist.